# Hartmut Sierig
Hartmut Ernst Heinz Herbert Sierig (* 27. Juli 1925 in Kassel; † 21. November 1968 in Hamburg) war ein deutscher Theaterwissenschaftler und Theologe. Von 1960 bis 1968 war er Hauptpastor an der Kirche St. Katharinen in Hamburg.

## Leben
Nach dem Zweiten Weltkrieg, aus dem er schwer verwundet zurückkehrte, arbeitete er von 1945 bis 1948 als Regie- und Dramaturgieassistent. Er studierte zunächst Philosophie, Germanistik und Theaterwissenschaft an der Universität Hamburg, wechselte dann aber zur Evangelischen Theologie. Er schloss dieses Studium 1954 ab und erhielt die Möglichkeit, sein Vikariat bei Heinz Zahrnt im Deutschen Allgemeinen Sonntagsblatt zu absolvieren.

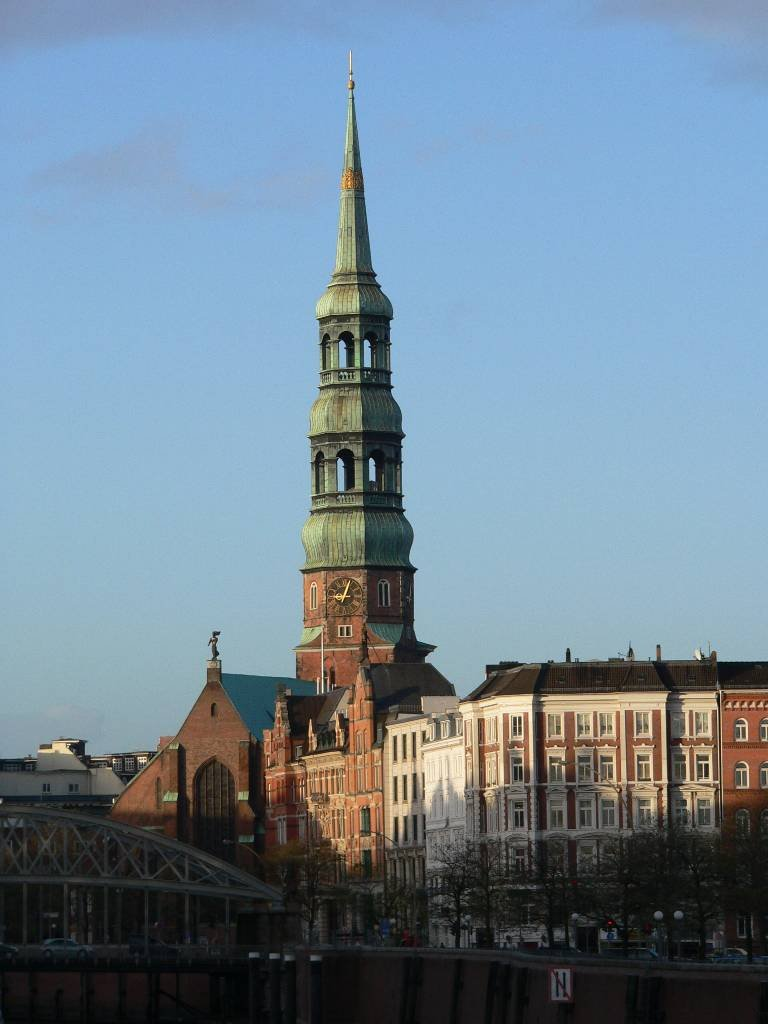
St. Katharinen: Hier wirkte Sierig als Hauptpastor

Nach seiner Ordination am 25. März 1956 wurde er Studentenpfarrer und Schriftleiter der Kirchenzeitung Die Kirche in Hamburg; er erhielt jedoch schon bald, unmittelbar nach dem Unfalltod des Hauptpastors und Bischofs Volkmar Herntrich im September 1958 einen landeskirchlichen Dienstauftrag für St. Katharinen.
Im Januar 1960 wurde Sierig als der jüngste der Kandidaten zum Hauptpastor von St. Katharinen gewählt. Im selben Jahr wurde er zum Dr. theol. promoviert. Ab 1962 war er zusätzlich Studienleiter für die Hamburger Vikarsausbildung. Von Oktober 1967 bis zu seinem frühen Tod war er neben seiner Hauptpastorentätigkeit Senior des Geistlichen Ministeriums der Evangelisch-Lutherischen Kirche im Hamburgischen Staate und damit Stellvertreter des Landesbischofs. Anfang September 1968 erkrankte er schwer und starb am 21. November im Alter von nur 43 Jahren an einer Gehirnblutung. Menschen, die Sierig kannten, berichteten, dass er sich in allem als Künstler fühlte.
Hartmut Sierigs Grab befindet sich auf dem Friedhof Ohlsdorf (AA7 (334)), einen Teilnachlass verwahrt das Kirchenkreisarchiv Hamburg.
Er war seit 1948 mit der Medizinerin Erika, geb. Kellner verheiratet; das Paar hatte eine Tochter und einen Sohn. Nach Sierigs Tod engagierte sich seine Witwe im Kirchenvorstand von St. Katharinen und wurde 1985 in das Kollegium der Oberalten gewählt.

## Werk
Von Sierig stammen eine Reihe theologischer wie theaterwissenschaftlicher Fachbücher, wobei die Grenzen hierbei häufig verschwammen: Sierig hatte es sich zur Lebensaufgabe gemacht, die gegenseitige Befruchtung von Bühne und Kanzel, die seit Johann Melchior Goeze in Hamburg nur noch bedingt stattfand, zurückzuerringen. Sierig war in Hamburg vor allem als Prediger weithin bekannt, der auf die Katharinenkanzel wie auf eine Bühne trat.
Er hielt auch Vorträge zu den Wurzeln des christlichen Glaubens und geistigen Bewusstseins, die auf Tonträgern weitere Verbreitung fanden. Lessings Ringparabel deutete er dahingehend, dass es nicht darauf ankomme Christ zu sein, sondern „in Gott Mensch“.

## Schriften

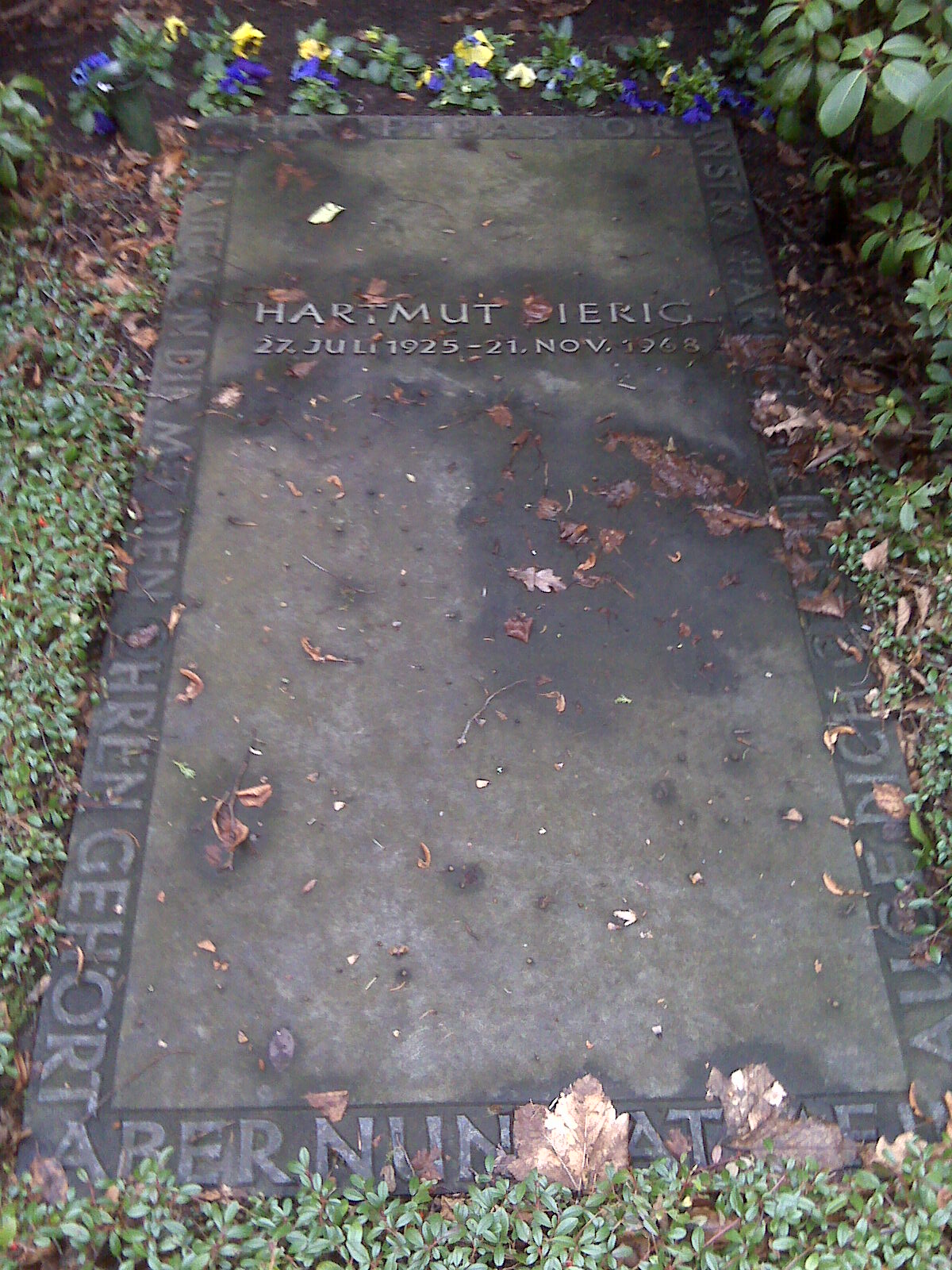
Grabplatte auf dem Ohlsdorfer Friedhof

- Rückkehr zum Ursprung: Theologische Probleme im Drama der Gegenwart. Hamburg, Ev.-theol. Fakultät, Diss. v. 12. Mai 1960
- Über den garstigen Graben: Der 3. Standpunkt im Grundriss. Agentur des Rauhen Hauses, Hamburg 1967
- Die grosse Veränderung: Reimarus – Lessing – Goeze. In: Hermann Samuel Reimarus: Vorrede zur Schutzschrift fuer die vernuenftigen Verehrer Gottes. Facsimile der Handschrift, Vandenhoeck & Ruprecht, Göttingen 1967 (Veröffentlichung der Joachim Jungius-Gesellschaft der Wissenschaften)
- Narren und Totentänzer: eine theologische Interpretation moderner Dramatik. Agentur des Rauhen Hauses, Hamburg 1968
- Don Quixote und der Menschensohn: Predigten. Ausgew. u. hrsg. von Wolfgang Runkel, Agentur des Rauhen Hauses, Hamburg 1970

### Herausgeber
- Mensch und Menschensohn. Festschrift für Bischof Prof. D. Karl Witte. Im Auftrag des Kirchenrates der Evangelisch-lutherischen Kirche im Hamburgischen Staate und in Zusammenarbeit mit dem Kollegium der Hauptpastoren hrsg. von Hartmut Sierig. Mit einer Aufnahme von Gisela Floto. Wittig, Hamburg 1963